# Theodor Dettmers
Ernst Carl Eduard Theodor Dettmers (* 30. August 1825 in Berlin; † 13. Mai 1896 in Bad Oeynhausen) war ein deutscher Ingenieur, Unternehmer und Zeichner.

## Leben
Theodor Dettmers war ein Sohn des Schlossermeisters Heinrich August Dettmers (um 1788–1850) und dessen Ehefrau Dorothee Elisabeth geb. Höbermann (um 1788–1865). Nach Abschluss einer Schlosserlehre besuchte er die Klasse der freien Handzeichnung an der Kunst- und Gewerbeschule Berlin. 1843 erhielt er für seine Leistung von der Akademie der Künste die Große silberne Medaille zuerkannt. Er arbeitete in Berlin eine Zeitlang als Zeichner und Lithograf, vermutlich nebenberuflich, mit dem Maler Waldemar Knoll zusammen. Ab 1854 gab er als Beruf Ingenieur an und war ab 1867 Inhaber einer Fabrik für Gasmesser und Gasapparate (Fa. L. Hanues Nachfolger). Im selben Jahr heiratete er Mathilde Marie Bertha Höfft. Sie hatten drei Söhne.

Werke, zusammen mit Knoll
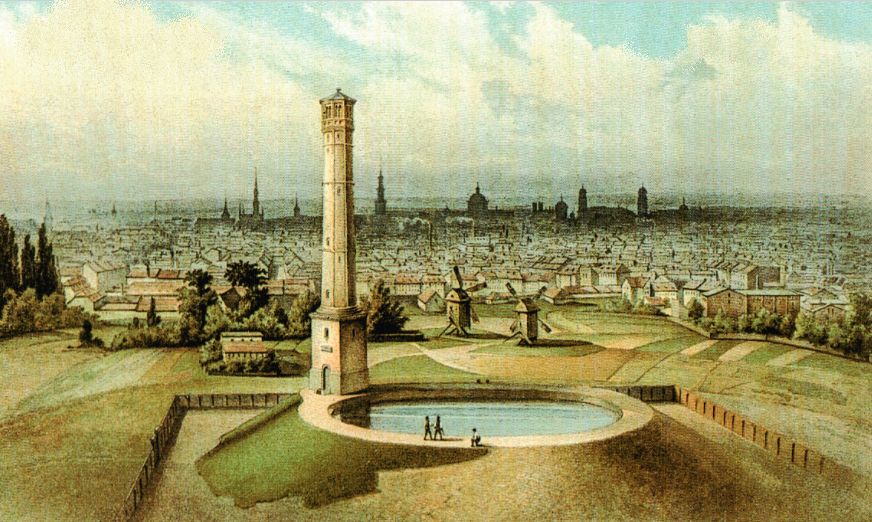
The Standpipe Tower on Windmühlenberg, 1855
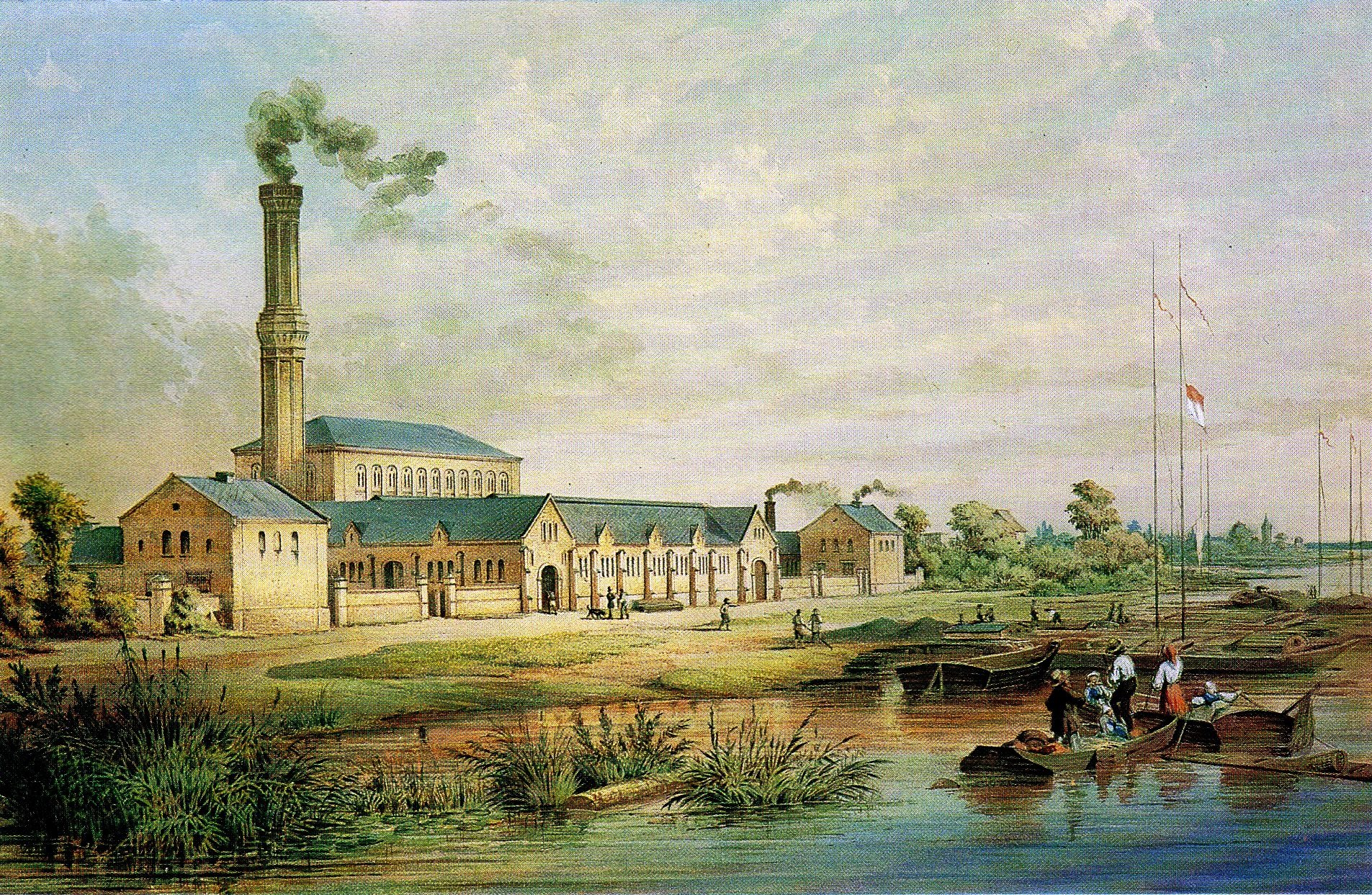
The pumping establishment at Stralauer Thor, 1855